# Kostelany
Obec Kostelany se nachází v okrese Kroměříž ve Zlínském kraji. Součástí obce jsou i vesnice Lhotka a Újezdsko. Žije zde 636 obyvatel.
V obci se nachází ranč Kostelany, sportovní hala a venkovní hřiště s umělým povrchem.

## Historie
První písemná zmínka o obci pochází z roku 1667.

## Obyvatelstvo

### Struktura
Vývoj počtu obyvatel za celou obec i za jeho jednotlivé části uvádí tabulka níže, ve které se zobrazuje i příslušnost jednotlivých částí k obci či následné odtržení.
| Místní části   | Místní části   | 1869 | 1880 | 1890 | 1900 | 1910 | 1921 | 1930 | 1950 | 1961 | 1970 | 1980 | 1991 | 2001 | 2011 |
| -------------- | -------------- | ---- | ---- | ---- | ---- | ---- | ---- | ---- | ---- | ---- | ---- | ---- | ---- | ---- | ---- |
| Počet obyvatel | část Kostelany | 789  | 888  | 917  | 946  | 983  | 983  | 925  | 791  | 933  | 777  | 600  | 491  | 505  | 543  |
| Počet domů     | část Kostelany | 142  | 158  | 176  | 181  | 187  | 190  | 202  | 217  | 217  | 215  | 187  | 228  | 235  | 243  |

## Pamětihodnosti
- Pomník T. G. Masaryka
- Pomník padlých v první a druhé světové válce
- Kaplička
- Kaplička v Újezdsku
- Kaplička ve Lhotce
- Boží muka ve Lhotce
- Boží muka v Újezdsku
- „Mýto“ v Jílové
- Jeskyně Ondráše a Juráše
- Zvonička na Bunči

## Galerie

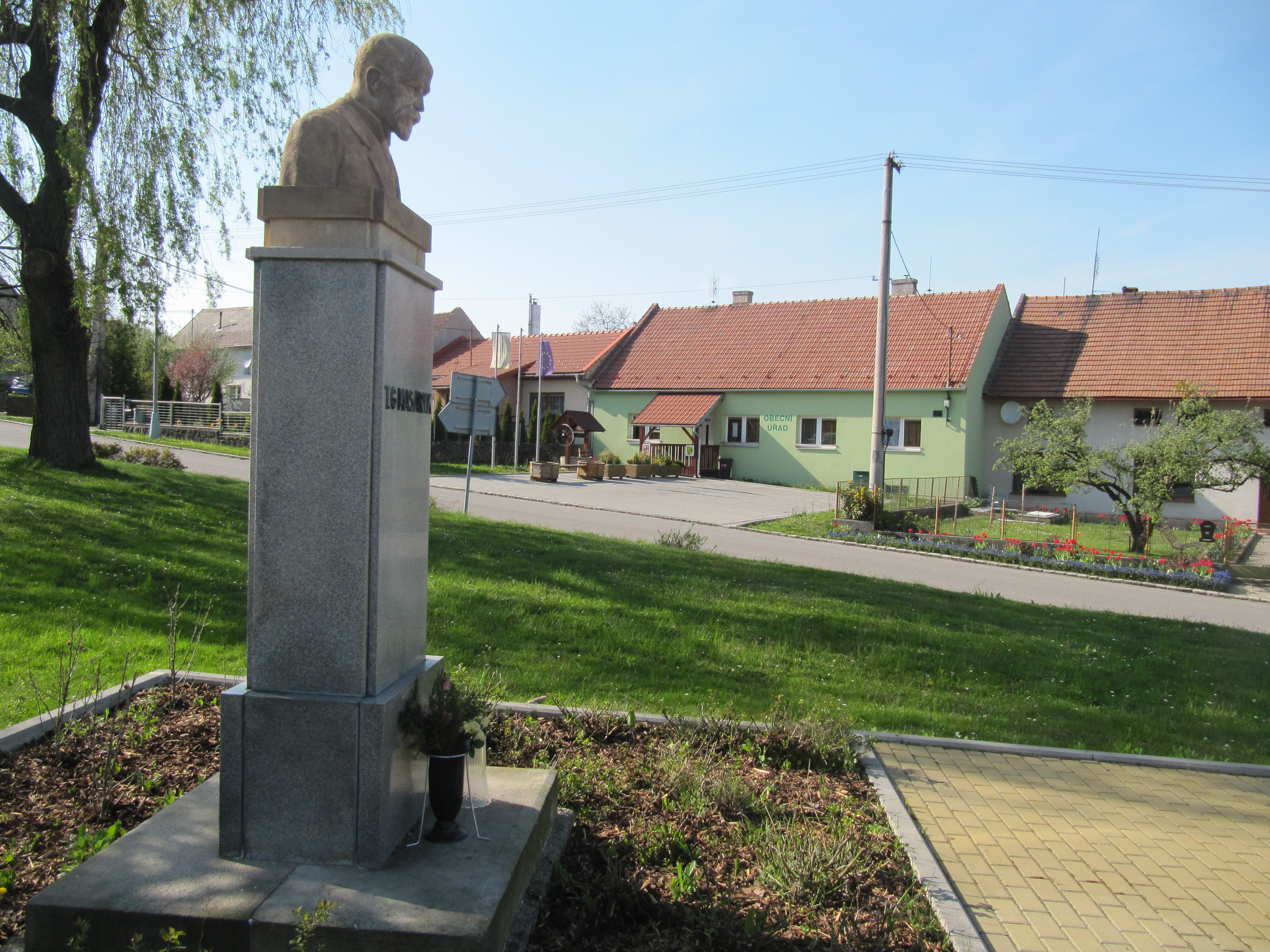
Pomník TGM
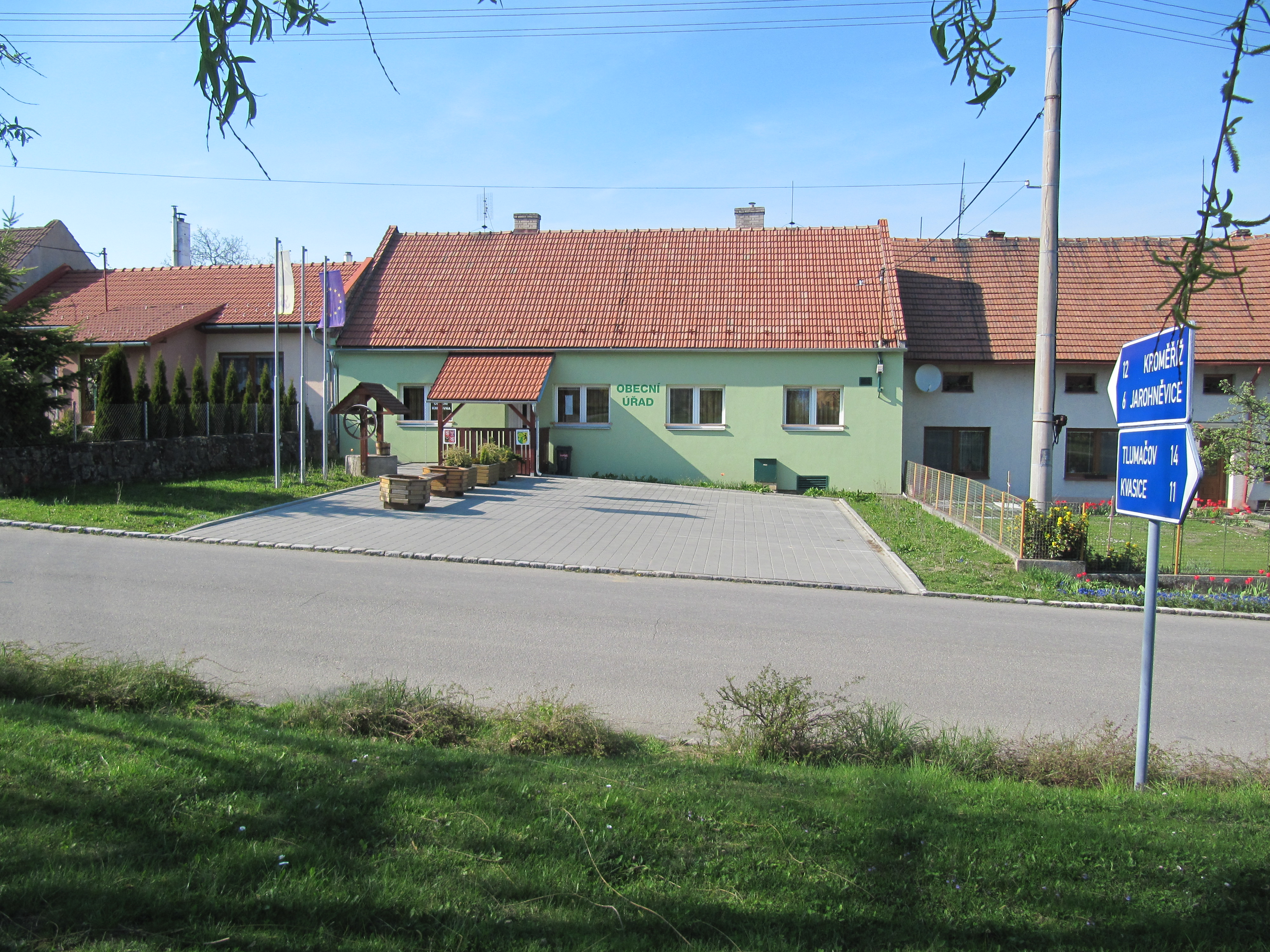
Obecní úřad
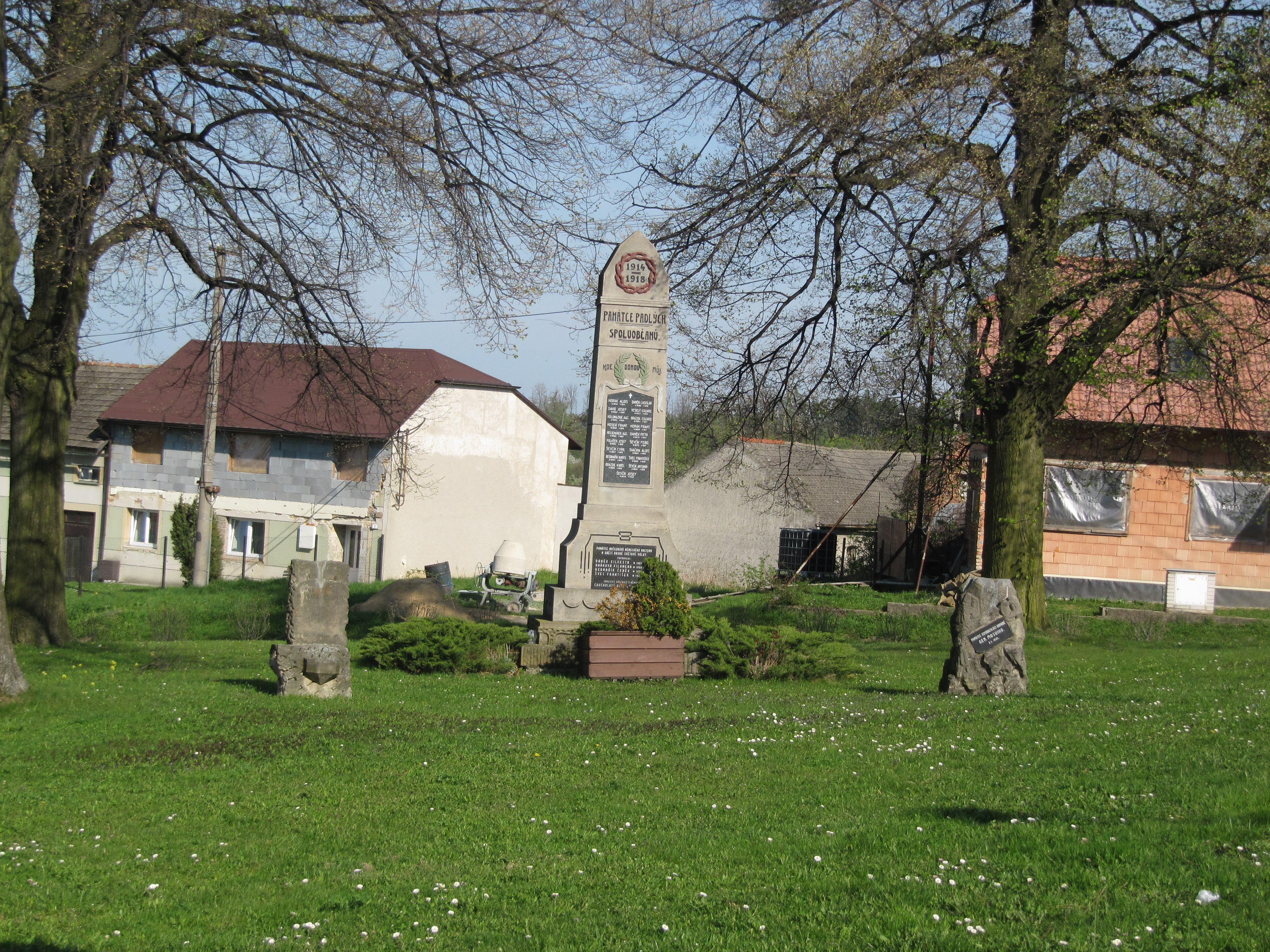
Pomník padlým v první a druhé světové válce
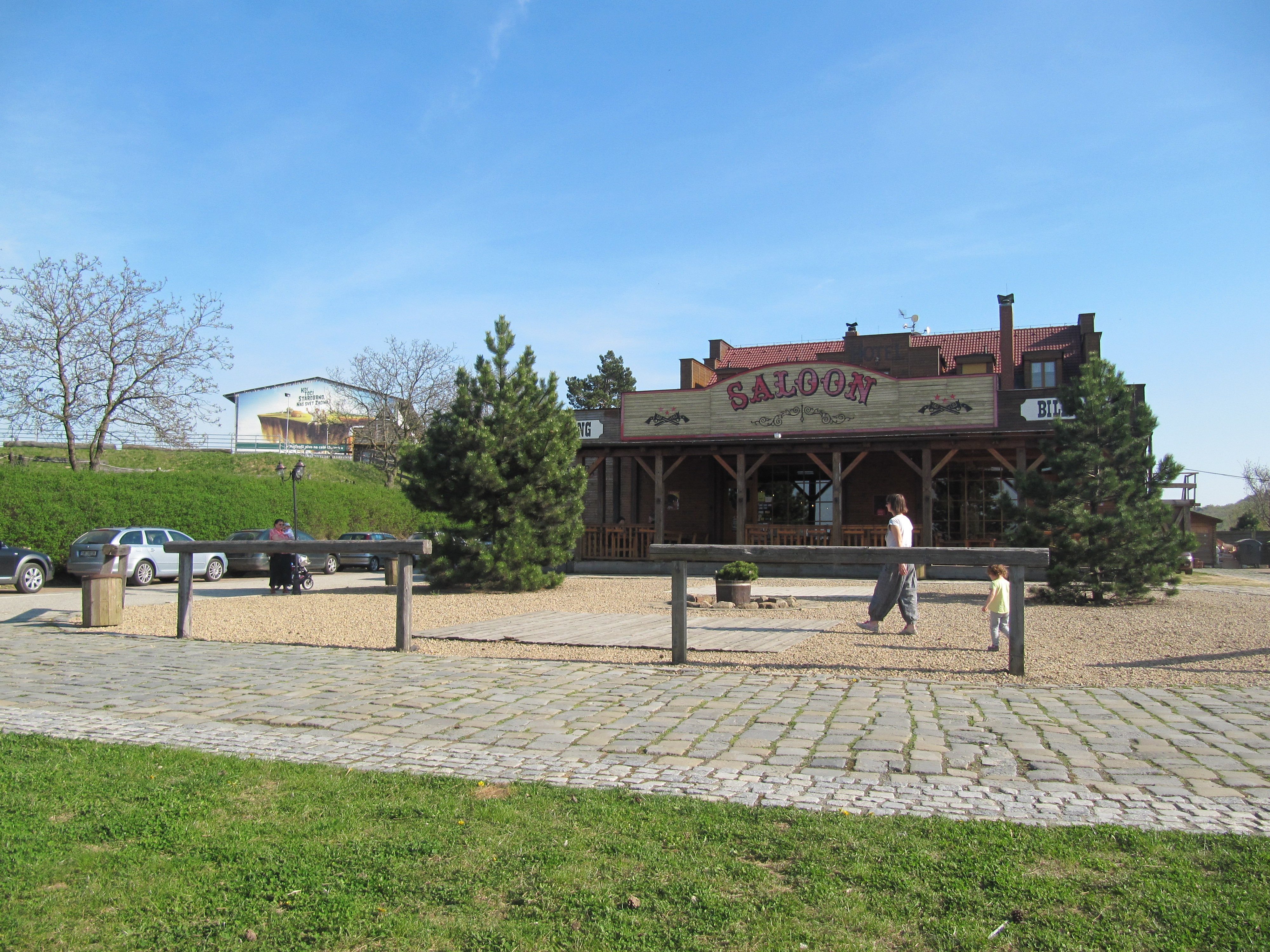
Ranč Kostelany

## Těžba ropy
Kostelany patří mezi lokality na území ČR, kde se těžila ropa. Od roku 1968 do roku 2016, kdy bylo ložisko prakticky vyčerpáno, zde bylo vytěženo 150 000 m³ ropy. Zatímco ještě v roce 2015 mělo dobývací území u Kostelan rozlohu 18,5 km², v roce 2016 se tato plocha zmenšila na pouhých 300 m².